# 全仏オープン混合ダブルス優勝者一覧
全仏オープン混合ダブルス優勝者一覧（ぜんぶつオープンこんごうダブルスゆうしょうしゃいちらん）は、全仏オープン混合ダブルスにおける優勝者の一覧である。
- 全仏オープン公式サイトには、すべてのダブルスは優勝ペアしか掲載されていないため、準優勝者の名前はカナダのサイト  、試合結果（スコア）はフランスのサイト  を参考にした。なお、1924年以前（国際大会になる前、出場資格がフランス人選手のみに限定されていた時代）の記録については、全仏オープン公式サイトで優勝ペアは調べられるが、他のサイトで準優勝者やスコアを調べられるものは見当たらず、空欄のままにしてある。また、最初期の選手はフルネームも記録に残っていない人が多い。

| 年          | 優勝者                                                    | 準優勝者                                                    | 試合結果 （スコア） | 備考                                                                |
| ----------- | --------------------------------------------------------- | ----------------------------------------------------------- | ------------------- | ------------------------------------------------------------------- |
| 1902年      | R・フォーブ エレーヌ・プレボー                            |                                                             |                     |                                                                     |
| 1903年      | R・フォーブ エレーヌ・プレボー                            |                                                             |                     |                                                                     |
| 1904年      | マックス・デキュジス ケイト・ギロー                       |                                                             |                     |                                                                     |
| 1905年      | マックス・デキュジス Y・ド・プフェッフエル                |                                                             |                     |                                                                     |
| 1906年      | マックス・デキュジス Y・ド・プフェッフエル                |                                                             |                     |                                                                     |
| 1907年      | R・ワレー A・ペアン                                       |                                                             |                     |                                                                     |
| 1908年      | マックス・デキュジス ケイト・ギロー                       |                                                             |                     |                                                                     |
| 1909年      | マックス・デキュジス ジャンヌ・マシー                     |                                                             |                     |                                                                     |
| 1910年      | M・メニー                                                 |                                                             |                     |                                                                     |
| 1911年      | アンドレ・ゴベール マルグリット・ブロクディス             |                                                             |                     |                                                                     |
| 1912年      | ウィリアム・ローレンツ デイジー・スペランザ               |                                                             |                     |                                                                     |
| 1913年      | ウィリアム・ローレンツ デイジー・スペランザ               |                                                             |                     |                                                                     |
| 1914年      | マックス・デキュジス スザンヌ・ランラン                   |                                                             |                     |                                                                     |
| 1915年-19年 | 大会開催なし                                              | 大会開催なし                                                | 大会開催なし        | 大会開催なし                                                        |
| 1920年      | マックス・デキュジス スザンヌ・ランラン                   |                                                             |                     |                                                                     |
| 1921年      | ジャック・ブルニョン スザンヌ・ランラン                   |                                                             |                     |                                                                     |
| 1922年      | ジャック・ブルニョン スザンヌ・ランラン                   |                                                             |                     |                                                                     |
| 1923年      | ジャック・ブルニョン スザンヌ・ランラン                   |                                                             |                     |                                                                     |
| 1924年      | ジャン・ボロトラ マルグリット・ブロクディス               |                                                             |                     | この年まで、出場資格はフランス人選手に限定                          |
| 1925年      | ジャック・ブルニョン スザンヌ・ランラン                   | アンリ・コシェ ジュリー・ブラスト                           | 6-2 6-2             | この年から国際大会になる                                            |
| 1926年      | ジャック・ブルニョン スザンヌ・ランラン                   | ジャン・ボロトラ スザンヌ・ルベスレネ                       | 6-4 6-3             |                                                                     |
| 1927年      | ジャン・ボロトラ マルグリット・ブロクディス               | ビル・チルデン リリ・デ・アルバレス                         | 6-4 2-6 6-2         |                                                                     |
| 1928年      | アンリ・コシェ アイリーン・ベネット                       | フランシス・ハンター ヘレン・ウィルス                       | 3-6 6-3 6-3         |                                                                     |
| 1929年      | アンリ・コシェ アイリーン・ベネット                       | フランシス・ハンター ヘレン・ウィルス                       | 6-3 6-2             |                                                                     |
| 1930年      | ビル・チルデン シリー・アウセム                           | アンリ・コシェ アイリーン・ベネット                         | 6-4 6-4             |                                                                     |
| 1931年      | パトリック・スペンス ベティ・ナットール                   | ヘンリー・オースチン ドロシー・シェパード＝バロン           | 6-3 5-7 6-3         |                                                                     |
| 1932年      | フレッド・ペリー ベティ・ナットール                       | シドニー・ウッド ヘレン・ウィルス・ムーディ                 | 6-4 6-2             |                                                                     |
| 1933年      | ジャック・クロフォード マーガレット・スクリブン           | フレッド・ペリー ベティ・ナットール                         | 6-2 6-3             |                                                                     |
| 1934年      | ジャン・ボロトラ コレット・ロザンベール                   | エイドリアン・クイスト エリザベス・ライアン                 | 6-2 6-4             |                                                                     |
| 1935年      | マルセル・ベルナール ロレット・パヨー                     | アンドレ・マルタン＝レゲイ シルビ・アンロタン               | 4-6 6-2 6-4         |                                                                     |
| 1936年      | マルセル・ベルナール ビリー・ヨーク                       | アンドレ・マルタン＝レゲイ シルビ・アンロタン               | 7-5 6-8 6-3         |                                                                     |
| 1937年      | イボン・ペトラ シモーヌ・マチュー                         | ローラン・ジョルヌ マリー・ホム                             | 7-5 7-5             |                                                                     |
| 1938年      | ドラグティン・ミチッチ シモーヌ・マチュー                 | クリスチャン・ボッサス ナンシー・ウィン                     | 2-6 6-3 6-4         |                                                                     |
| 1939年      | エルウッド・クック サラ・ファビアン                       | フラニョ・ククリェビッチ シモーヌ・マチュー                 | 4-6 6-1 7-5         |                                                                     |
| 1940年-45年 | 大会開催なし                                              | 大会開催なし                                                | 大会開催なし        | 大会開催なし                                                        |
| 1946年      | バッジ・パティー ポーリーン・ベッツ                       | トム・ブラウン ドロシー・バンディ                           | 7-5 9-7             |                                                                     |
| 1947年      | エリック・スタージェス シーラ・サマーズ                   | クリステア・カラルリス ヤドヴィガ・イェンジェヨフスカ       | 6-0 6-0             |                                                                     |
| 1948年      | ヤロスラフ・ドロブニー パトリシア・カニング・トッド       | フランク・セッジマン ドリス・ハート                         | 6-3 3-6 6-3         |                                                                     |
| 1949年      | エリック・スタージェス シーラ・サマーズ                   | ジェリー・オークリー ジーン・カーティアー                   | 6-1 6-1             |                                                                     |
| 1950年      | エンリケ・モレア バーバラ・スコフィールド                 | トニー・トラバート パトリシア・カニング・トッド             | 不戦勝              |                                                                     |
| 1951年      | フランク・セッジマン ドリス・ハート                       | メルビン・ローズ テルマ・コイン・ロング                     | 7-5 6-2             |                                                                     |
| 1952年      | フランク・セッジマン ドリス・ハート                       | エリック・スタージェス シャーリー・フライ                   | 6-8 6-3 6-3         |                                                                     |
| 1953年      | ビック・セイシャス ドリス・ハート                         | メルビン・ローズ モーリーン・コノリー                       | 4-6 6-4 6-0         |                                                                     |
| 1954年      | ルー・ホード モーリーン・コノリー                         | レックス・ハートウィグ ジャクリーン・パトーニ               | 6-4 6-3             |                                                                     |
| 1955年      | ゴードン・フォーブス ダーリーン・ハード                   | ルイス・アヤラ ジェニファー・ステーリー                     | 5-7 6-1 6-2         |                                                                     |
| 1956年      | ルイス・アヤラ テルマ・コイン・ロング                     | ロバート・ハウ ドリス・ハート                               | 4-6 6-4 6-1         |                                                                     |
| 1957年      | イリ・ヤホルスキ ベラ・プツェヨワ                         | ルイス・アヤラ エダ・ブディング                             | 6-3 6-4             |                                                                     |
| 1958年      | ニコラ・ピエトランジェリ シャーリー・ブルーマー           | ロバート・ハウ ロレイン・コグラン                           | 9-7 6-8 6-2         |                                                                     |
| 1959年      | ウィリアム・ナイト ヨラ・ラミレス                         | ロッド・レーバー レネ・シュールマン                         | 6-4 6-4             |                                                                     |
| 1960年      | ロバート・ハウ マリア・ブエノ                             | ロイ・エマーソン アン・ヘイドン                             | 1-6 6-1 6-2         |                                                                     |
| 1961年      | ロッド・レーバー ダーリーン・ハード                       | イリ・ヤホルスキ ベラ・プツェヨワ                           | 6-0 2-6 6-3         |                                                                     |
| 1962年      | ロバート・ハウ レネ・シュールマン                         | フレッド・ストール レスリー・ターナー                       | 3-6 6-3 6-4         |                                                                     |
| 1963年      | ケン・フレッチャー マーガレット・スミス                   | フレッド・ストール レスリー・ターナー                       | 6-1 6-2             | フレッチャー&スミス組の混複年間グランドスラム                       |
| 1964年      | ケン・フレッチャー マーガレット・スミス                   | フレッド・ストール レスリー・ターナー                       | 6-3 6-4             |                                                                     |
| 1965年      | ケン・フレッチャー マーガレット・スミス                   | ジョン・ニューカム マリア・ブエノ                           | 6-4 6-4             |                                                                     |
| 1966年      | フルー・マクミラン アネッテ・バン・ジル                   | クラーク・グレーブナー アン・ヘイドン＝ジョーンズ           | 1-6 6-3 6-2         |                                                                     |
| 1967年      | オーウェン・デビッドソン ビリー・ジーン・キング           | イオン・ティリアック アン・ヘイドン＝ジョーンズ             | 6-3 6-1             |                                                                     |
| 1968年      | ジャン＝クロード・バークレー フランソワーズ・デュール     | オーウェン・デビッドソン ビリー・ジーン・キング             | 6-1 6-4             | この年からオープン化、プロ選手解禁                                  |
| 1969年      | マーティー・リーセン マーガレット・コート                 | ジャン＝クロード・バークレー フランソワーズ・デュール       | 7-5 6-4             |                                                                     |
| 1970年      | ボブ・ヒューイット ビリー・ジーン・キング                 | ジャン＝クロード・バークレー フランソワーズ・デュール       | 3-6 6-3 6-2         |                                                                     |
| 1971年      | ジャン＝クロード・バークレー フランソワーズ・デュール     | トマス・レユス ウィニー・ショー                             | 6-2 6-4             |                                                                     |
| 1972年      | キム・ウォーウィック イボンヌ・グーラゴング               | ジャン＝クロード・バークレー フランソワーズ・デュール       | 6-2 6-4             |                                                                     |
| 1973年      | ジャン＝クロード・バークレー フランソワーズ・デュール     | パトリス・ドミゲス ベティ・ストーブ                         | 6-1 6-4             |                                                                     |
| 1974年      | イワン・モリナ マルチナ・ナブラチロワ                     | マルセロ・ララ ロージー・ダーモン                           | 6-3 6-3             |                                                                     |
| 1975年      | トーマス・コッホ フィオレラ・ボニセジ                     | ハイメ・フィヨル パム・ティーガーデン                       | 6-4 7-6             |                                                                     |
| 1976年      | キム・ウォーウィック イラナ・クロス                       | コリン・ダウデスウェル デリナ・ボショフ                     | 5-7 7-6 6-2         |                                                                     |
| 1977年      | ジョン・マッケンロー メアリー・カリロ                     | イワン・モリナ フロレンツァ・ミハイ                         | 7-6 6-3             |                                                                     |
| 1978年      | パベル・スロジル レナータ・トマノワ                       | パトリス・ドミゲス バージニア・ルジッチ                     | 7-6 （棄権）        |                                                                     |
| 1979年      | ボブ・ヒューイット ウェンディ・ターンブル                 | イオン・ティリアック バージニア・ルジッチ                   | 6-3 2-6 6-3         |                                                                     |
| 1980年      | ウィリアム・マーティン アン・スミス                       | スタニスラフ・ビルナー レナータ・トマノワ                   | 2-6 6-4 8-6         |                                                                     |
| 1981年      | ジミー・アリアス アンドレア・イエガー                     | フレッド・マクネアー ベティ・ストーブ                       | 7-6 6-4             |                                                                     |
| 1982年      | ジョン・ロイド ウェンディ・ターンブル                     | カシオ・モッタ クラウディア・モンテイロ                     | 6-2 7-6             |                                                                     |
| 1983年      | エリオット・テルチャー バーバラ・ジョーダン               | チャールズ・ストロード レスリー・アレン                     | 6-2 6-3             |                                                                     |
| 1984年      | ディック・ストックトン アン・スミス                       | ローリー・ウォーダー アン・ミンター                         | 6-2 6-4             |                                                                     |
| 1985年      | ハインツ・ギュンタード マルチナ・ナブラチロワ             | フランシスコ・ゴンザレス ポーラ・スミス                     | 2-6 6-3 6-2         |                                                                     |
| 1986年      | ケン・フラック キャシー・ジョーダン                       | マーク・エドモンドソン ロザリン・フェアバンク               | 3-6 7-6 6-3         |                                                                     |
| 1987年      | エミリオ・サンチェス パム・シュライバー                   | シャーウッド・スチュワート ロリ・マクニール                 | 6-3 7-6             |                                                                     |
| 1988年      | ホルヘ・ロザノ ロリ・マクニール                           | ミキエル・シャパース ブレンダ・シュルツ                     | 7-5 6-2             |                                                                     |
| 1989年      | トム・ニーセン マノン・ボーラグラフ                       | ホラシオ・デ・ラ・ペーニャ アランチャ・サンチェス・ビカリオ | 6-3 6-7 6-2         |                                                                     |
| 1990年      | ホルヘ・ロザノ アランチャ・サンチェス・ビカリオ           | ダニー・ヴィッサー ニコル・プロビス                         | 7-6 7-6             |                                                                     |
| 1991年      | シリル・スーク ヘレナ・スコバ                             | ポール・ハーフース カロリネ・ビス                           | 3-6 6-4 6-1         |                                                                     |
| 1992年      | トッド・ウッドブリッジ アランチャ・サンチェス・ビカリオ   | ブライアン・シェルトン ロリ・マクニール                     | 6-2 6-3             |                                                                     |
| 1993年      | アンドレイ・オルホフスキー エウゲニア・マニオコワ         | ダニー・ヴィッサー エルナ・ライナッハ                       | 6-2 4-6 6-4         |                                                                     |
| 1994年      | メノ・オースティング クリスティ・ボーグルト               | アンドレイ・オルホフスキー ラリサ・ネーランド               | 7-5 3-6 7-5         |                                                                     |
| 1995年      | マーク・ウッドフォード ラリサ・ネーランド                 | ジョン＝ラフニー・デ・ヤーガー ジル・ヘザリントン           | 7-6 7-6             |                                                                     |
| 1996年      | ハビエル・フラナ パトリシア・タラビーニ                   | ルーク・ジェンセン ニコル・アレント                         | 6-2 6-2             |                                                                     |
| 1997年      | マヘシュ・ブパシ 平木理化                                 | パトリック・ガルブレイス リサ・レイモンド                   | 6-4 6-1             | 平木理化が日本人女性初の4大大会混合ダブルス優勝                     |
| 1998年      | ジャスティン・ギメルストブ ヴィーナス・ウィリアムズ       | ルイス・ロボ セリーナ・ウィリアムズ                         | 6-4 6-4             |                                                                     |
| 1999年      | ピート・ノーバル カタリナ・スレボトニク                   | リック・リーチ ラリサ・ネーランド                           | 6-3 3-6 6-3         |                                                                     |
| 2000年      | デビッド・アダムズ マリアン・デスウォート                 | トッド・ウッドブリッジ レネ・スタブス                       | 6-3 3-6 6-3         |                                                                     |
| 2001年      | トマス・カーボネル ビルヒニア・ルアノ・パスクアル         | ジャイミ・オンシンス パオラ・スアレス                       | 7-5 6-3             |                                                                     |
| 2002年      | ウェイン・ブラック カーラ・ブラック                       | マーク・ノールズ エレーナ・ボビナ                           | 6-3 6-3             |                                                                     |
| 2003年      | マイク・ブライアン リサ・レイモンド                       | マヘシュ・ブパシ エレーナ・リホフツェワ                     | 6-4 6-4             |                                                                     |
| 2004年      | リシャール・ガスケ タチアナ・ゴロビン                     | ウェイン・ブラック カーラ・ブラック                         | 6-3 6-4             |                                                                     |
| 2005年      | ファブリス・サントロ ダニエラ・ハンチュコバ               | リーンダー・パエス マルチナ・ナブラチロワ                   | 3-6 6-3 6-2         |                                                                     |
| 2006年      | ネナド・ジモニッチ カタリナ・スレボトニク                 | ダニエル・ネスター エレーナ・リホフツェワ                   | 6-3 6-4             |                                                                     |
| 2007年      | アンディ・ラム ナタリー・ドシー                           | ネナド・ジモニッチ カタリナ・スレボトニク                   | 7-5 6-3             |                                                                     |
| 2008年      | ボブ・ブライアン ビクトリア・アザレンカ                   | ネナド・ジモニッチ カタリナ・スレボトニク                   | 6-2 7-6             |                                                                     |
| 2009年      | ボブ・ブライアン リーゼル・フーバー                       | マルセロ・メロ バニア・キング                               | 5-7 7-6 [10-7]      | スーパータイブレーク方式を採用                                      |
| 2010年      | ネナド・ジモニッチ カタリナ・スレボトニク                 | ユリアン・ノール ヤロスラワ・シュウェドワ                   | 4-6 7-6 [11-9]      |                                                                     |
| 2011年      | スコット・リプスキー ケーシー・デラクア                   | ネナド・ジモニッチ カタリナ・スレボトニク                   | 7–6 4–6 [10–7]      |                                                                     |
| 2012年      | マヘシュ・ブパシ サニア・ミルザ                           | サンティアゴ・ゴンサレス クラウディア・ヤンス＝イグナシク   | 7-6 6-1             |                                                                     |
| 2013年      | フランティシェク・チェルマク ルーシー・ハラデツカ         | ダニエル・ネスター クリスティナ・ムラデノビッチ             | 1–6 6–4 [10–6]      |                                                                     |
| 2014年      | ジャン＝ジュリアン・ロジェ アンナ＝レナ・グローネフェルト | ネナド・ジモニッチ ユリア・ゲルゲス                         | 4–6 6–2 [10–7]      |                                                                     |
| 2015年      | マイク・ブライアン ベサニー・マテック＝サンズ             | マルチン・マトコフスキ ルーシー・ハラデツカ                 | 7-6 6-1             |                                                                     |
| 2016年      | リーンダー・パエス マルチナ・ヒンギス                     | イワン・ドディグ サニア・ミルザ                             | 4–6 6–4 [10–8]      | パエス&ヒンギス組がキャリア・グランドスラムを達成                   |
| 2017年      | ロハン・ボパンナ ガブリエラ・ダブロウスキー               | ロベルト・ファラ アンナ＝レナ・グローネフェルト             | 2-6 6-2 [12-10]     |                                                                     |
| 2018年      | 詹詠然 イワン・ドディグ                                   | ガブリエラ・ダブロウスキー マテ・パビッチ                   | 6-1 6-7(7–5) [10-8] |                                                                     |
| 2019年      | 詹詠然 イワン・ドディグ                                   | ガブリエラ・ダブロウスキー マテ・パビッチ                   | 6-1 7-6 (7–5)       |                                                                     |
| 2020年      | 同種目の開催なし                                          | 同種目の開催なし                                            | 同種目の開催なし    | 同種目の開催なし                                                    |
| 2021年      | デシラエ・クラウチェク ジョー・ソールズベリー             | エレーナ・ベスニナ アスラン・カラツェフ                     | 2-6 6-4 [10-5]      |                                                                     |
| 2022年      | ウェスリー・クールホフ 柴原瑛菜                           | ウルリッケ・エイケリ ヨラン・フリーゲン                     | 7-6 (7–5)6-2        | 柴原瑛菜が平木理化以来日本人女性25年ぶり2人目の全仏混合ダブルス優勝 |
| 2023年      | ティム・プッツ 加藤未唯                                   | マイケル・ヴィーナス ビアンカ・アンドレースク               | 4-6 6–4 [10-6]      | 加藤未唯が前年の柴原瑛菜に続き2年連続3人目の全仏混合ダブルス優勝    |
| 2024年      | エドゥアール・ロジェ＝バセラン ラウラ・シグムント         | ニール・スクプスキ デシラエ・クラウチェク                   | 6–4 7–5             |                                                                     |
| 2025年      | アンドレア・ ババソリ サラ・エラニ                        | エバン・ キング テーラー・タウンゼント                      | 6–4 6–2             |                                                                     |